# Lesteva
Lesteva ist eine Gattung der Käfer aus der Familie der Kurzflügler (Staphylinidae) innerhalb der Unterfamilie Omaliinae. Sie kommt in Europa mit 40 Arten vor, 13 kommen davon auch in Mitteleuropa vor.

## Merkmale
Der Körper der Käfer ist schwarz gefärbt, dicht punktförmig strukturiert und fein behaart. Sie sehen den Arten der Gattung Geodromicus ähnlich, das letzte Glied der Kiefertaster ist jedoch viermal so lang wie das vorletzte. Die Facettenaugen treten deutlich hervor, Fühler und Beine sind heller gefärbt. Der Halsschild ist herzförmig.

## Vorkommen und Lebensweise
Die Tiere leben vor allem in feuchtem Moos am Rande von Gewässern, insbesondere an Wasserfällen und Wehren. Man findet sie jedoch auch im Schlamm. Sie treten stellenweise in großer Zahl auf.

## Arten (Auswahl)
- Lesteva pubescens Mannerheim, 1830
- Lesteva monticola Kiesenwetter, 1847
- Lesteva longelytrata (Goeze, 1777)
- Lesteva sicula Erichson, 1840
- Lesteva punctata Erichson, 1839